# 아카도마리촌
아카도마리촌(赤泊村)은 니가타현 하모치군·사도군에 설치되었던 촌이다. 2004년 3월 1일 합병해 사도시의 일부가 되었다.

## 역사
- 1889년 4월 1일 - 정촌제 시행으로 가와모촌, 마우라촌, 미카와촌이 성립하였다.
- 1901년 11월 1일 -가와모촌, 마우라촌, 미카와촌,마우라 촌, 아카도마리촌이 합병해 아카도마리촌이 되었다.
- 2004년 3월 1일 - 료쓰시, 사와타정, 아이카와정, 니보촌, 하타노정, 마노정, 오기정, 하모치정, 가나이촌과 합병해 사도시가 되었다.

## 교통

### 도로
- 니가타현도 제45호 사도 일주선